# دانه‌شکن
دانه‌شکن (نام علمی: Pyrenestes) نام یک سرده از خانواده سهرگان ریز است.